# Scandferries
Die Scandferries Holding ApS ist eine Holdinggesellschaft, die unter ihren Tochterunternehmen Scandlines Deutschland GmbH und Scandlines Danmark ApS zwei Fährrouten in der Ostsee zwischen Dänemark und Deutschland betreibt.

## Geschichte
Die Holding ging 2007 aus der Umwandlung der „Johanna“ Zwanzigste Vermögensverwaltungsgesellschaft mbH hervor. Ende August erwarben die drei Gesellschafter der Scandferries, 3i Capital Group (40 %), Allianz Capital Partners ACP (40 %) und Deutsche Seereederei DSR (20 %), die Scandlines GmbH und überführten sie auf die Holding. Ab dem Geschäftsjahr 2008 gehen die einzelnen Scandlines-Tochterunternehmen in die Bilanz ein. Die Deutsche Seereederei (DSR) übertrug zum 29. Oktober 2010 ihren 20-prozentigen Anteil zu gleichen Teilen auf die beiden anderen Gesellschafter 3i und ACP. Seit 2013 ist der britische Finanzinvestor 3i alleiniger Eigentümer der Scandferries Holding ApS.

## Kennzahlen des Unternehmens
| Jahr | Umsatz in Mio. Euro | Jahresüberschuss in Mio. Euro | Mitarbeiter | Passagiere in Mio. |
| ---- | ------------------- | ----------------------------- | ----------- | ------------------ |
| 2007 | 174,6               | −46,7                         | -           | -                  |
| 2008 | 583,5               | −19,8                         | 2729        | 17,3               |
| 2009 | 504,9               | −5,5                          | 2604        | 12,0               |
| 2010 | 567,1               | 22,3                          | 2442        | 12,4               |
| 2011 | 611                 | 10                            | 2177        | 12                 |
| 2012 | 608                 | 76                            | 2112        | 11,7               |
| 2013 | 505                 | 59                            | 1772        | 11                 |
| 2014 | 509                 | 74                            | 1742        | 11,1               |
| 2015 | 460                 | 108                           | 1489        | 7,6                |
| 2016 | 470                 | 81                            | 1506        | 7,6                |

## Struktur des Unternehmens

### Vorstand
- Bengt Pihl (Vorstandsvorsitzender seit dem 16. August 2010)
- Tage Reinert (Finanzvorstand)

### Beirat
Håkan Samuelsson (Vorsitz), Steffen Thomsen, Jörg Spanier, Stefan Sanne und Flemming Jacobs gehören dem Beirat an.

### Beteiligungen
Zum Konzern gehören acht inländische und acht ausländische Gesellschaften.

Neben der Scandlines GmbH (100 %) sind das unter anderen
- Scandlines Catering GmbH
- Svenska Rederi AB Øresund
- ScanRo GmbH
- Scandlines Baltic A/S

Wesentliche Standorte sind Rostock, Malmö, Kopenhagen und Puttgarden.